# VM i fodbold for kvinder 2003
Verdensmesterskabet i fodbold for kvinder 2003 var det fjerde officielle VM for kvinder, og slutrunden blev afholdt i USA i perioden 20. september – 12. oktober 2003. Kampene blev spillet i Philadelphia, Foxborough, Washington D.C., Carson, Portland, Columbus.
Oprindeligt skulle turneringen have været afviklet i Kina, men på grund af SARS-udbruddet, blev turneringen med kort varsel flyttet til USA. Kina blev i stedet vært for den femte udgave af VM i 2007.
Turneringen blev vundet af Tyskland, der som det første land nogensinde, bøde havde vundet VM for både kvinder og mænd.

## Målscorere
Der blev scoret 107 mål  i 32 kampe, i gennemsnit 3.34 mål pr. kamp. Birgit Prinz fra Tyskland vandt Guldsskoen, hun blev topscorer med 7 mål.
7 mål
- Birgit Prinz

4 mål
- Kerstin Garefrekes
- Maren Meinert
- Kátia

3 mål
- Marta
- Christine Latham
- Christine Sinclair
- Mio Otani
- Homare Sawa
- Dagny Mellgren
- Hanna Ljungberg
- Victoria Svensson
- Abby Wambach

2 mål
- Heather Garriock
- Charmaine Hooper
- Kara Lang
- Bai Jie
- Marinette Pichon
- Sandra Minnert
- Martina Müller
- Bettina Wiegmann
- Alberta Sackey
- Jin Pyol-hui
- Linda Ørmen
- Marianne Pettersen
- Malin Moström
- Shannon Boxx
- Mia Hamm
- Kristine Lilly
- Cindy Parlow
- Cat Reddick

1 mål
- Yanina Gaitán
- Kelly Golebiowski
- Daniela
- Rosana
- Sun Wen
- Stefanie Gottschlich
- Nia Künzer
- Conny Pohlers
- Pia Wunderlich
- Emi Yamamoto
- Ri Un-Gyong
- Kim Jin-hee
- Solveig Gulbrandsen
- Anita Rapp
- Brit Sandaune
- Natalia Barbashina
- Elena Danilova
- Elena Fomina
- Olga Letyushova
- Marina Saenko
- Malin Andersson
- Josefine Öqvist
- Julie Foudy
- Tiffeny Milbrett

1 selvmål
- Dianne Alagich (mod Rusland)

Kilde: FIFA Technical Report